# Marie Harel

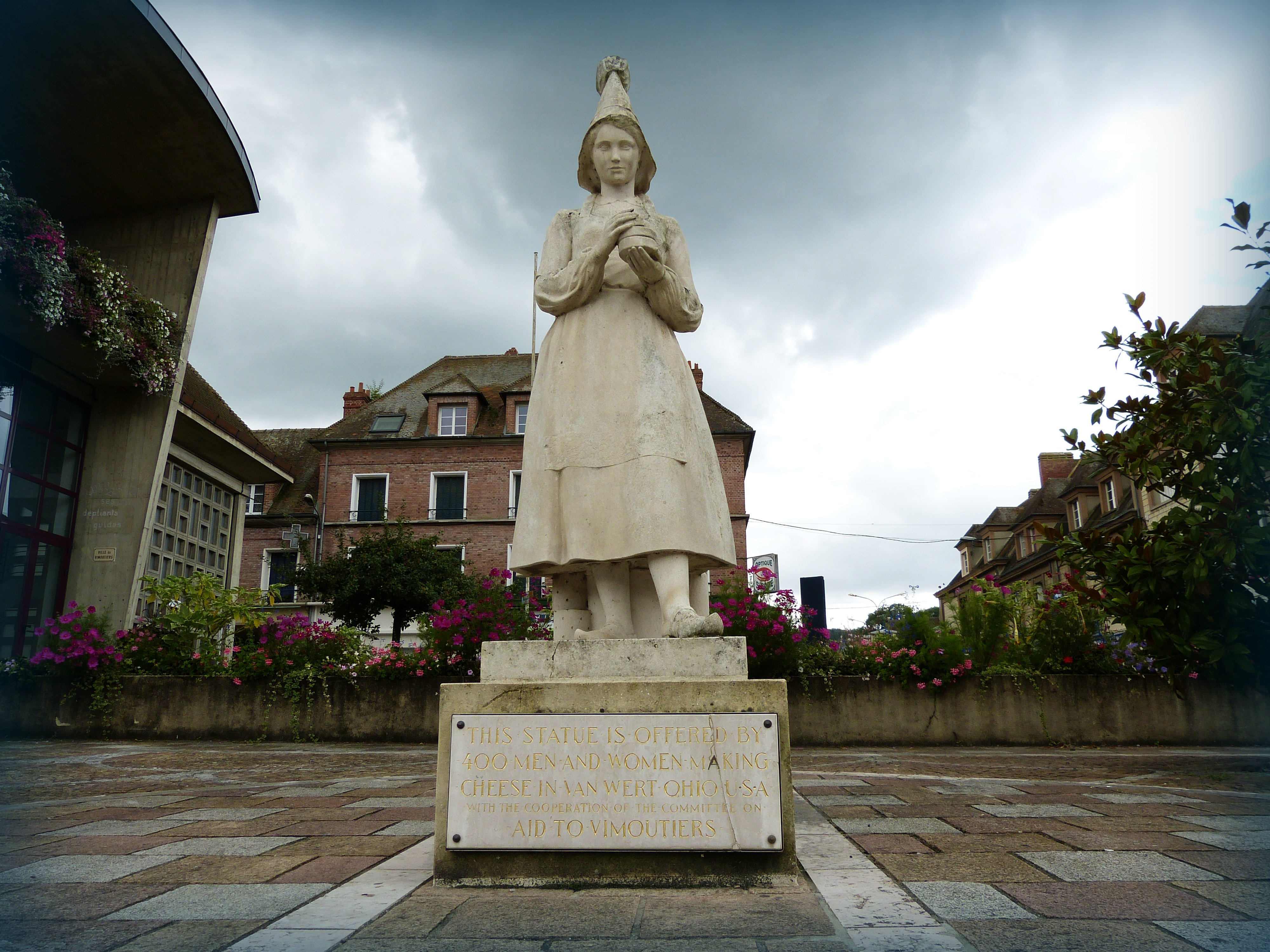
Statue Marie Harel in Vimoutiers

Marie Harel (geboren Marie Catherine Fontaine; * 28. April 1761 in Crouttes; † 9. November 1844 in Vimoutiers) war eine französische Käserin, die gemäß einer Legende gemeinsam mit dem Abbé Charles-Jean Bonvoust den Camembert erfunden haben soll. Während ihr die Erfindung dieses Käses historisch nicht zugeordnet werden kann, war sie Begründerin einer Dynastie von Käseproduzenten für Camembert.

## Erfindung des Camembert
Als Teil einer Legende, die zu Beginn des 20. Jahrhunderts aufkam, wird die Erfindung des Camembert-Käses Marie Harel zugeschrieben. An ihrem Arbeitsplatz im Herrenhaus von Beaumoncel wurde 1796–97 während der Französischen Revolution der Abbé Charles-Jean Bonvoust versteckt. Angeblich kam er aus Brie und übergab Marie ein Rezept für eine Art Käse mit einer blumigen essbaren Schale, wie sie in seiner Heimat produziert wurde. In Wirklichkeit kam Bonvoust aus dem Pays de Caux. Während die Erfindung des Camemberts durch Harel gemäß dieser Legende zwischen 1796 und 1797 datiert ist, wurde in der Camembert-Region der Normandie bereits seit Ende des 17. Jahrhunderts ein bekannter Käse hergestellt. In seinem 1708 veröffentlichten geographischen Wörterbuch schrieb Thomas Corneille: „Vimonstiers: Jeden Montag findet ein großer Markt statt, zu dem ausgezeichnete Käse aus Livarot und Camembert gebracht werden“.
Der Ursprung der Legende wird von Jean de la Varende einem US-Amerikaner zugeordnet, der in der Zeit zwischen den Weltkriegen der Gemeinde Vimoutiers aus Dankbarkeit über die positive Wirkung des Camembert auf sein Magengeschwür eine Statue für dessen Erfinder stiften wollte. Vertreter der Gemeinde bestimmten schließlich Marie Harel posthum zur Erfinderin, worauf ihre Statue errichtet wurde, obschon gar kein Bild von ihr überliefert war.
In Wahrheit hat Marie Harel zwar Camembert-Käse hergestellt, sie bewegte sich dabei aber im Rahmen der traditionellen örtlichen Käsetradition.
Sie begründete eine Dynastie unternehmerischer Käsehersteller, die Camembert-Käse in großem Stil herstellten. Insbesondere ihr Enkel Cyrille Paynel, geboren 1817, gründete in der Gemeinde Le Mesnil-Mauger in Calvados eine Käsefabrik. Der Erfolg der Camembert-Produktion in der ersten Hälfte des 19. Jahrhunderts war vor allem den Nachkommen von Harel zu verdanken, die sich als die einzigen legitimen Nutzer der Bezeichnung „Camembert“ betrachteten. Ab 1870 stellten jedoch andere normannische Käsehersteller dieses Familienmonopol in Frage.
Die ursprüngliche Statue Harels wurde am 14. Juni 1944 während der Invasion der Normandie durch das Bombardement alliierter Truppen beschädigt. Es kam im Ort zu weitreichenden Zerstörungen, 220 Menschen starben. Vierhundert Bürger des Ortes Van Wert, Ohio, trugen später zu den Kosten des Wiederaufbaus und der Wiederherstellung der Stadt bei, einschließlich des Ersatzes der Statue von Marie Harel im Jahre 1953. Dies wird durch eine Tafel auf dem Marktplatz von Vimoutiers dokumentiert.
Der Legende nach soll Harel in Champosoult gestorben sein, dabei handelte es sich aber tatsächlich um ihre Tochter, die ebenfalls Marie hieß (1781–1855).
Im Jahr 2017 wurde Marie Harel ein Google Doodle anlässlich ihres 256. Geburtstages gewidmet.
Marie Harel war verheiratet mit Jacques Harel, einem Arbeiter aus Roiville.